# Ƿ
Ƿ, ƿ (ウィン, wynn, wen, ƿynn, ƿen) は、ルーン文字の第8字母 ᚹ (ウンニョー、ウンジョー、英語: wunjō, wunjo)に由来するラテン文字である。古英語で用いられる。音価は有声両唇軟口蓋接近音[w]を表す。
最初期の古英語の文書ではこの音素を表すのに二重音字<uu>が使われていたが、まもなくルーン文字を借用して、ウィンを使うようになった。これはアングロ・サクソン時代を通して続いた。最終的には中英語期に多く入ってきたフランス語の影響を受けて1300年頃に消失した。それに代わって<uu>が再び使われるようになり、それが近代に<w>へと発展した。
ルーン文字での意味は「幸せ、喜び」でアングロ・サクソン期の詩文でも窺える。
ᚹ Ƿenne bruceþ, ðe can ƿeana lyt
sares and sorge and him sylfa hæf
blæd and blysse and eac byrga geniht.
幸福は楽しむ。誰が痛みを、
悲しみを、不安を知らないのかを。そして自身は
繁栄と至福そして良き十分な家がある。
ウィンは後期ルーン文字では続かなかったが、ゴート文字では使われた。ゴート文字𐍅 w はwinjaと呼ばれ、ゲルマン祖語での名称は*wunjô*（喜び）として再建されている。
近代、ウィンは古英語期の文書を印刷するのに使用するため、þのように復活した。しかし20世紀初頭からウィンはPと酷似しているために古英語期の文書でもその地位を<w>にとって代わられた。
ウィンから派生した文字には、古ノルド語で[u], [v], [w]を表すのに使われたヴェンド"Vend"（大文字 小文字）がある。
ウィンはルーン文字からラテン文字へ借用された二つの文字のうちの一つ(もう一つはÞ)である。

## 文字コード
| 大文字 | Unicode | JIS X 0213 | 文字参照       | 小文字 | Unicode | JIS X 0213 | 文字参照       | 備考   |
| ------ | ------- | ---------- | -------------- | ------ | ------- | ---------- | -------------- | ------ |
| Ƿ      | U+01F7  | -          | &#x1F7; &#503; | ƿ      | U+01BF  | -          | &#x1BF; &#447; | ウィン |

| 記号 | Unicode | JIS X 0213 | 文字参照         | 名称       |
| ---- | ------- | ---------- | ---------------- | ---------- |
| ᚹ    | U+16B9  | -          | &#x16B9; &#5817; | ウンジョー |